# Partån
Partån – å i södra Hälsingland, Bollnäs kommun. Längd ca 10 km, mestadels brant sluttande. Förekomst av öring. Högerbiflöde till Ljusnan, där den mynnar strax öster om Vallsta. Största biflöde till Partån är Stövelbäcken (från vänster). 
Bron över Partån i Vallsta byggdes om i oktober år 2003, då två rörtrummor ersattes av en stor halvtrumma med valvbågar, allt för att underlätta vandringen för fisk och andra djur i ån. Namnet Partån kommer från byn Parten i Vallsta.